# Erik Benzelius le Jeune
Pour les articles homonymes, voir Benzelius.
Erik Benzelius le Jeune (27 janvier 1675 à Uppsala - 23 septembre 1743 à Linköping) était prêtre, théologien et bibliothécaire suédois. Il a été évêque de Göteborg (1726-1731), évêque de Linköping (1731-1742) et archevêque d'Uppsala (1742-1743). C'était un homme très érudit et l'une des figures importantes du Siècle des Lumières en Suède.

## Biographie

### Jeunesse et études
Il était le fils d'Erik Benzelius l'Aîné, qui a également été archevêque et professeur de théologie à l'université d'Uppsala. Comme son père, il a d'abord étudié à Uppsala, puis il a entrepris un voyage à travers l'Europe. Benzelius a rencontré entre autres Gottfried Wilhelm Leibniz (1646-1716) et Nicolas Malebranche (1638-1715).

### Carrière professionnelle
De retour à Uppsala en 1702, il est nommé bibliothécaire à l'université. Il était passionné de livres et s'efforçait d'élargir la collection de la bibliothèque. Il étudie ensuite pour devenir prêtre et est ordonné en 1709. Il est aussi constamment en contact avec des hommes de lettres d'Europe et d'Uppsala et sa correspondance a été conservée et a été publiée après sa mort. En 1710, il fonde le Collegium curiosum à Uppsala, qui deviendra la Société des sciences d'Uppsala neuf ans plus tard.
Benzelius est nommé évêque de Göteborg en 1726, puis évêque de Linköping en 1731 et enfin archevêque d'Uppsala en 1742.
Il a été élu membre de l'Académie royale des sciences de Suède en 1740, et en a été le président en 1743. 

### Carrières politique
Il a également été un membre actif du Parlement suédois, le Riksdag, de 1723 à sa mort. En 1738, il a notamment remis à Frédéric Ier une lettre de protestation de la délégation des Successions du clergé, protestant contre l'adultère du monarque avec Hedwige Taube. Il a à nouveau été impliqué lorsque la question a été soulevée lors du Riksdag de 1741.

### Famille
En 1703, Benzelius a épousé Anna Svedberg. Elle était la fille du pasteur suédois Jesper Swedberg et la sœur du scientifique et mystique Emanuel Swedenborg. Il a soutenu ce dernier et a peut-être été la seule personne à rendre hommage à ses découvertes scientifiques.

## Publications
Erik Benzelius le Jeune a écrit et publié plusieurs livres de théologie, ainsi que dans différents autres domaines scientifiques. Par exemple, il a été le fondateur de la première revue scientifique en Suède, Acta literaria Suecia, qui a existé de 1720 à 1739.